# Coussarea contracta
Coussarea contracta är en måreväxtart som först beskrevs av Wilhelm Gerhard Walpers, och fick sitt nu gällande namn av George Bentham, Joseph Dalton Hooker och Johannes Müller Argoviensis. Coussarea contracta ingår i släktet Coussarea och familjen måreväxter.

## Underarter
Arten delas in i följande underarter:
- C. c. panicularis
- C. c. contracta